# Rossetto (Intro)
Rossetto (Intro) è un singolo del rapper italiano Rkomi, pubblicato il 14 marzo 2017.
Originariamente era stato pensato come traccia d'apertura dell'album di debutto di Rkomi, Io in terra, poi venendo scartata. La traccia si chiude da un audio inviato da Marracash a Rkomi stesso, che lo sta raggiungendo con la sua Panda per mangiare del pesce.

## Video musicale
Il video musicale del brano è stato pubblicato il 16 marzo dello stesso anno su un nuovo canale Vevo-YouTube di Rkomi.

## Tracce
1. Rossetto (Intro) – 3:22